# Ngari
| Tibetische Bezeichnung                   |
| ---------------------------------------- |
| Tibetische Schrift: མངའ་རིས་ས་ཁུལ          |
| Wylie-Transliteration: mnga’ ris sa khul |
| Offizielle Transkription der VRCh: Ngari |
| THDL-Transkription: Ngari                |
| Andere Schreibweisen: —                  |
| Chinesische Bezeichnung                  |
| Traditionell: 阿里地區                   |
| Vereinfacht: 阿里地区                    |
| Pinyin:Ālǐ Dìqū                          |

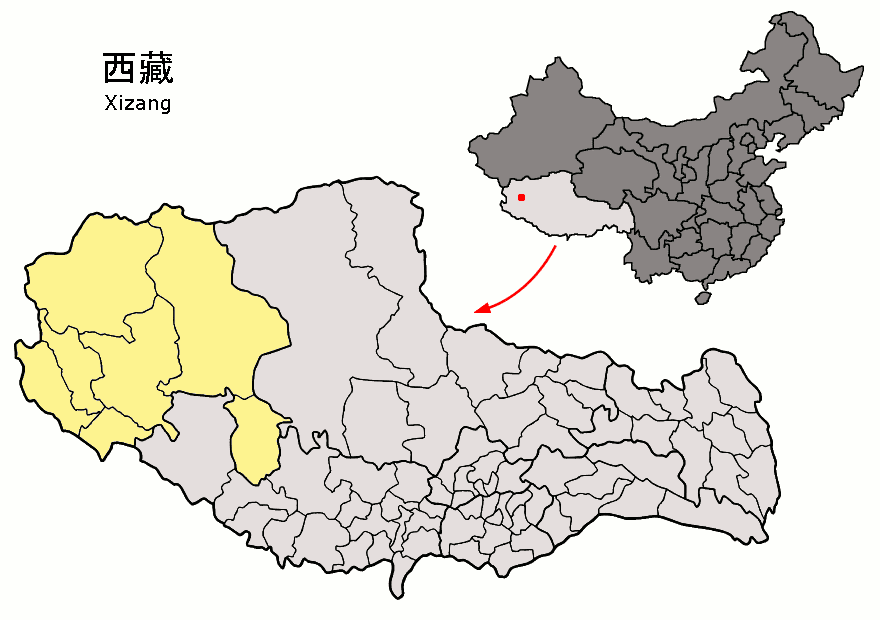
Lage des Regierungsbezirks Ngari (gelb) in Tibet (hellgrau)

Ngari (tibetisch མངའ་རིས་ས་ཁུལ, Umschrift nach Wylie: mnga’ ris sa khul) ist ein chinesischer Regierungsbezirk im Nordwesten des Autonomen Gebiets Tibet. Er hat eine Fläche von 296.333 km² und 123.281 Einwohner (Stand: Zensus 2020). Ngari ist damit eines der am dünnsten besiedelten Gebiete Tibets.

## Geographische Beschreibung
Im Westen grenzt Ngari an Ladakh und Xinjiang, im Süden an Spiti (Indien) und Nepal, im Osten an den Regierungsbezirk Xigazê (historische tibetische Provinz Tsang) und geht im Norden in den Changthang über. Die internationale Grenze ist 1170 km lang. Ngari liegt durchschnittlich 4500 m über dem Meeresspiegel.
Im Regierungsbezirk Ngari entspringen die vier großen Flüsse des südasiatischen Raums, im Norden der Sengge Tsangpo (Indus), im Osten der Jarlung Tsangpo (Brahmaputra), im Westen der Langchen Tsangpo (Satluj) und der Mabja Tsangpo (ein Oberlauf des Karnali, später Ghaghara) im Süden.
Der heilige Berg Kailash (Gang Rinpoche) liegt in Ngari, der heilige See Manasarovar (Mapham Yutsho) im Kreis Burang sowie die berühmten kulturhistorischen Stätten des alten Königreichs Guge (mit Tsaparang und Tholing) im Kreis Zanda. Ein kleinerer, östlicher Teil des umstrittenen Gebiets Aksai Chin liegt ebenfalls in Ngari.

## Klima
Das Klima in Ngari ist durch hohe tägliche sowie jährliche Temperaturunterschiede und geringe Niederschläge geprägt. Gerade im äußersten Südwesten der Region fällt extrem wenig Niederschlag. Die Landschaft nimmt deshalb fast wüstenartigen Charakter an. In der Regierungsbezirkshauptort Ngari ist das Klima etwas gemäßigter, Temperaturen von −40 Grad im Winter und +25 Grad im Sommer sind jedoch keine Seltenheit. Die niedrigste je gemessene Durchschnittstemperatur wurde zwischen 1966 und 1975 mit −33,9 Grad in
der Großgemeinde Sênggê Zangbo erreicht, die höchste Durchschnittstemperatur war 17,3 Grad im Juli. Des Weiteren ist Ngari mit durchschnittlich 78 % Sonnenstunden im Jahr die sonnigste Region Tibets. Durchschnittlich gibt es in Ngari etwa 20 frostlose Tage.
|                        | Jan   | Feb   | Mär   | Apr  | Mai  | Jun  | Jul  | Aug  | Sep  | Okt  | Nov   | Dez   |   |      |
| Mittl. Temperatur (°C) | −12,3 | −9,8  | −5,9  | −0,7 | 4,0  | 9,7  | 13,7 | 13,2 | 8,1  | −0,3 | −7,4  | −11,8 | ⌀ | 0,1  |
| Mittl. Tagesmax. (°C)  | −4,4  | −2,7  | 1,4   | 7,3  | 12,0 | 17,9 | 21,1 | 20,1 | 15,8 | 8,4  | 2,4   | −2,2  | ⌀ | 8,1  |
| Mittl. Tagesmin. (°C)  | −20,6 | −18,2 | −13,5 | −8,9 | −4,6 | 1,8  | 6,5  | 6,3  | 0,2  | −9,0 | −16,1 | −19,6 | ⌀ | −7,9 |
|                        |       |       |       |      |      |      |      |      |      |      |       |       |   |      |
| Niederschlag (mm)      | 2     | 1     | 2     | 1    | 2    | 3    | 24   | 24   | 5    | 0    | 1     | 1     | Σ | 66   |

| −20,6 |

| −18,2 |

| −13,5 |

| −8,9 |

| −4,6 |

| 1,8 |

| 6,5 |

| 6,3 |

| 0,2 |

| −9,0 |

| −16,1 |

| −19,6 |

| −20,6 |

| −18,2 |

| −13,5 |

| −8,9 |

| −4,6 |

| 1,8 |

| 6,5 |

| 6,3 |

| 0,2 |

| −9,0 |

| −16,1 |

| −19,6 |

## Geschichte

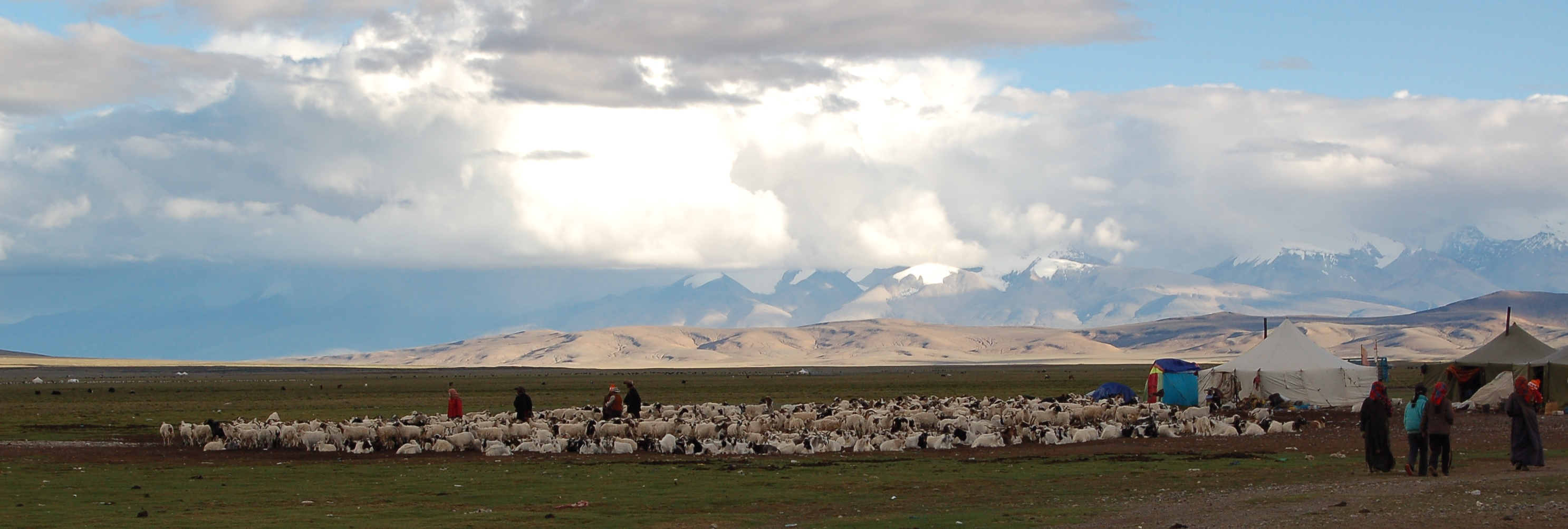
Nomadenzelte mit Schafherde in Ngari

Ngari (tib.: mnga' ris; Herrschaftsbereich), auch Tö Ngari (tib. stod mnga' ris; Herrschaftsbereich der höher gelegenen Region), ist die tibetische Bezeichnung des heute üblicherweise als „Westtibet“ bezeichneten Raumes. Der Name 'Tö Ngari' leitet sich von der extremen Höhenlage dieser Region ab, die auch in den Talschaften zumeist weit über 4.300 m liegt.
Vor der Entstehung des tibetischen Großreiches im frühen 7. Jahrhundert war die Region vermutlich mit dem mythischen Königreich Shangshung (tib.: zhang zhung) identisch. Unter dem tibetischen König Songtsen Gampo (reg. 620–649) oder unter dem tibetischen König Thrisong Detsen wurde sie dann dem großtibetischen Reich (7.–9. Jahrhundert) eingegliedert.
Zur Zeit der „Zweiten Verbreitung der Lehre“ (tib. phyi dar) entstanden im Großraum Ngari die drei Königreiche Guge (tib.: gu ge), Purang (tib. spu rang, spu heng) und Ladakh (tib.: la dwags), die als die „Tö Ngari Korsum“ (tib. stod mnga' ris skor gsum; die „Drei Herrschaftsbereiche der höher gelegenen (= westtibetischen) Regionen“) bekannt wurden.
In der Zeit vom 10. bis zum 14. Jahrhundert spielte Ngari historisch gesehen für die Entwicklung Tibets eine wichtige Rolle, da die lokalen Königreiche nach dem Zusammenbruch des tibetischen Großreichs besonders an der Wiederbelebung des Buddhismus beteiligt waren.

## Sprache

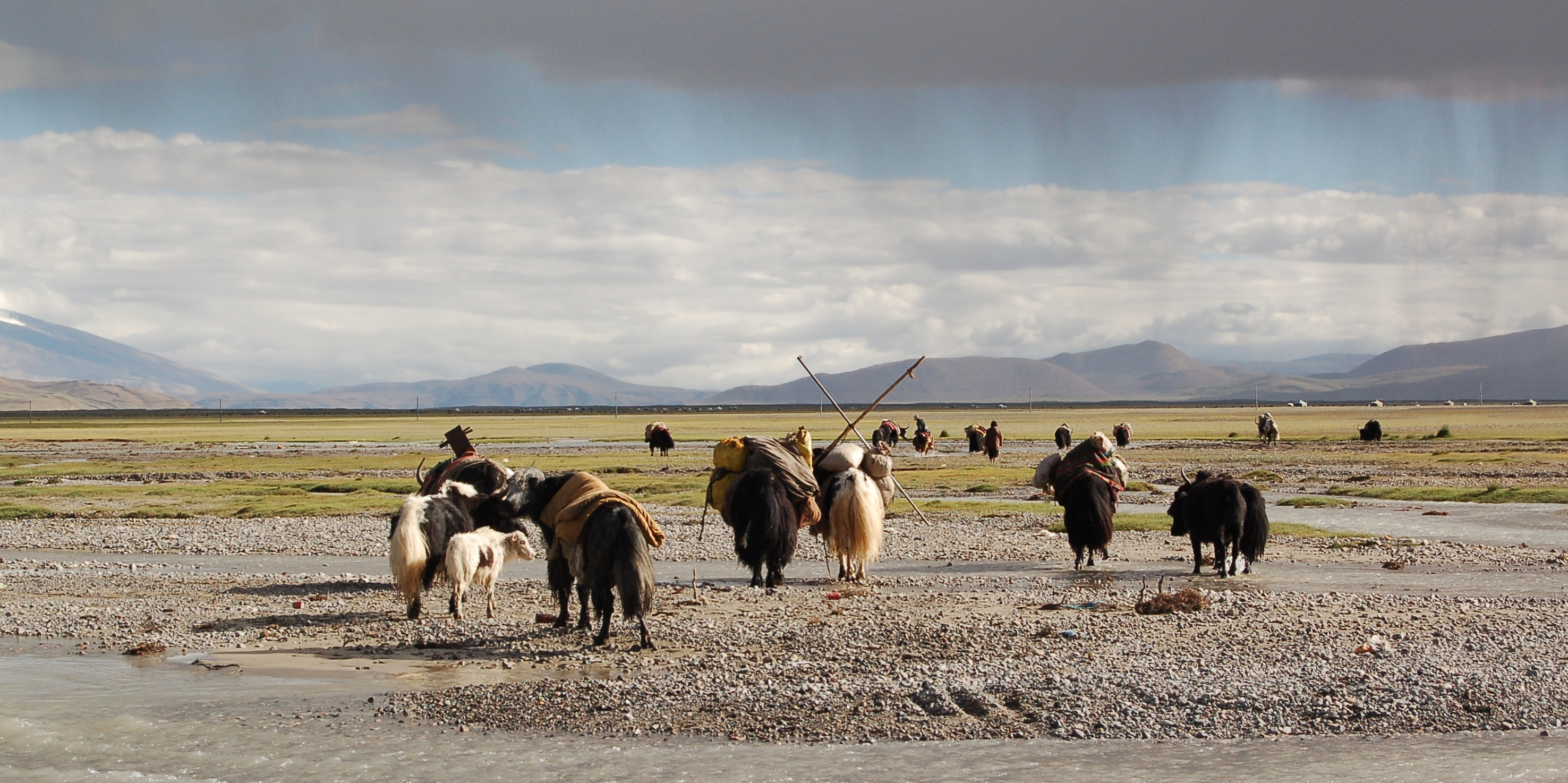
Nomaden durchwandern die Weiten von Ngari

Aufgrund der Höhe und der spärlichen Ressourcen war und ist ein großer Teil der Bevölkerung Ngaris Nomaden. Ihr Dialekt wird „oberer Dialekt“ (tib.: stod skad) genannt.

## Infrastruktur
Wichtigste Straße ist die gut ausgebaute Nationalstraße 219, bisweilen auch Xinjiang-Tibet-Highway genannt.
Am 1. Juli 2010 hat der Flughafen Ngari-Günsa in der Nähe der Großgemeinde  Sênggê Zangbo seinen Betrieb aufgenommen.

## Administrative Gliederung
Der heutige Regierungsbezirk Ngari deckt sich nur teilweise mit der historischen Provinz Ngari. Auch das historische Königreich Mangyül Gungthang und Ladakh wurden in bestimmten Perioden Ngari zugerechnet, erstreckte sich aber über Regionen, die durch die unten aufgeführten Kreise nicht abgedeckt sind. Der heutige Regierungsbezirk Ngari ist in sieben Kreise eingeteilt. Sitz der Administration ist Sênggê Zangbo (tib.: seng ge bzang po; Chinesisch: 狮泉河镇, Pinyin: Shīquánhé Zhēn, Sengge Sangpo) am Oberlauf des Indus im Kreis Gar.
| Name          | Tibetisch | Wylie             | Chinesisch | Pinyin      | Fläche      | Einwohnerzahl (Stand: Zensus 2020) |
| ------------- | --------- | ----------------- | ---------- | ----------- | ----------- | ---------------------------------- |
| Kreis Gar     | སྒར་རྫོང་    | sgar rdzong       | 噶尔县     | Gá'ěr Xiàn  | 18.028 km²  | 31.052                             |
| Kreis Burang  | སྤུ་ཧྲེང་རྫོང་  | spu hreng rdzong  | 普兰县     | Pǔlán Xiàn  | 13.163 km²  | 12.242                             |
| Kreis Zanda   | རྩ་མདའ་རྫོང་ | rtsa mda' rdzong  | 札达县     | Zhádá Xiàn  | 21.874 km²  | 8.454                              |
| Kreis Rutog   | རུ་ཐོག་རྫོང་  | ru thog rdzong    | 日土县     | Rìtǔ Xiàn   | 77.112 km²  | 11.167                             |
| Kreis Gê'gyai | དགེ་རྒྱས་རྫོང་ | dge rgyas rdzong  | 革吉县     | Géjí Xiàn   | 45.684 km²  | 18.012                             |
| Kreis Gêrzê   | སྒེར་རྩེ་རྫོང་  | sger rtse rdzong  | 改则县     | Gǎizé Xiàn  | 135.570 km² | 25.327                             |
| Kreis Coqên   | མཚོ་ཆེན་རྫོང་ | mtsho chen rdzong | 措勤县     | Cuòqín Xiàn | 22.879 km²  | 17.027                             |